# Jeff Colyer
Jeff Colyer (ur. 3 czerwca 1960 w Hays) – amerykański chirurg i polityk. W latach 2011–2018 wicegubernator stanu Kansas, oraz w latach 2018–2019 gubernator w zastępstwie za Sama Brownbacka. Należy do Partii Republikańskiej.

## Biografia
Odbył kursy przedmedyczne na Georgetown University i tutaj w 1981 roku uzyskał tytuł licencjata w dziedzinie ekonomii. Po uzyskaniu tytułu magistra stosunków międzynarodowych w Clare Hall na Uniwersytecie Cambridge w 1982 roku, uzyskał stopień doktora medycyny na Uniwersytecie Kansas w 1986 roku.
Pełnił funkcję członka Białego Domu ds. międzynarodowych pod rządami prezydentów Ronalda Reagana i George H.W. Busha.
W latach 80. wstąpił do Międzynarodowego Korpusu Medycznego i działał w kilku krajach będących w stanie wojny, gdzie szkolił lokalnych lekarzy. 
Od początku lat 90. praktykował chirurgię plastyczną na przedmieściach Kansas City. Wykonał operacje chirurgiczne u ponad 20 tysięcy pacjentów.
W 2006 roku został wybrany do Izby Reprezentantów Kansas, a dwa lata później do Senatu Stanu. W 2010 roku zostaje wybrany przez gubernatora Sama Brownbacka na wicegubernatora stanu Kansas. W 2014 roku zarówno gubernator, jak i jego zastępca zostali wybrani ponownie.
31 stycznia 2018 r. objął stanowisko gubernatora stanu Kansas, po tym jak prezydent Donald Trump mianował Sama Brownbacka na Ambasadora Stanów Zjednoczonych ds. Międzynarodowej Wolności Religijnej. W tym samym roku kandydował do republikańskich prawyborów w wyborach gubernatorskich, aby przedłużyć swoje stanowisko gubernatora, jednak nieznacznie przegrał z sekretarzem stanu Krisem Kobachem.
Zadeklarował udział w nadchodzących wyborach na gubernatora stanu Kansas w roku 2022. Wycofał się z wyścigu w sierpniu 2021 r., po zdiagnozowaniu raka prostaty. Następnie poparł kampanię prokuratora generalnego D. Schmidta.

## Pandemia COVID-19
W czasie pandemii COVID-19 w 2020 roku wyznał, że leki przeciw malarii, takie jak hydroksychlorochina wykazują pozytywne rezultaty w leczeniu SARS-CoV-2, a także, że dane z testów na Uniwersytecie Kansas i społeczności Kansas City dowiodły, że lek ma „bezpieczny profil bezpieczeństwa”.

## Życie prywatne
Colyer i jego żona Ruth mają trzy córki: Aleksandrę, Serenę i Dominikę.